# Charente (Landschaft)
Charente (französisch manchmal Les Charentes) ist die eingebürgerte, aber nicht offiziell anerkannte Bezeichnung einer Landschaft im Südwesten Frankreichs. Diese ist geographisch weitgehend identisch mit den heutigen Départements Charente und Charente-Maritime, in denen die historischen Provinzen der Saintonge, des Aunis und des Angoumois aufgegangen sind.

Die Grenzen des Weinbaugebietes Cognac sind nahezu identisch mit dem Gebiet der Charente.

## Geographie

### Lage
Zur Landschaft der Charente gehören die vom Fluss Charente durchflossenen Gebiete im Norden der heutigen Region Nouvelle-Aquitaine mit den Städten Angoulême, Cognac, Saintes und Rochefort. Auch die Städte La Rochelle, Royan und Pons sowie die Inseln Ré und Oléron gehören zur Charente. Im Norden schließt die Landschaft des Poitou an, im Osten das Limousin, im Südosten das Périgord und im Süden die Hauptmasse des aquitanischen Beckens mit den Großstädten Bordeaux und Toulouse.

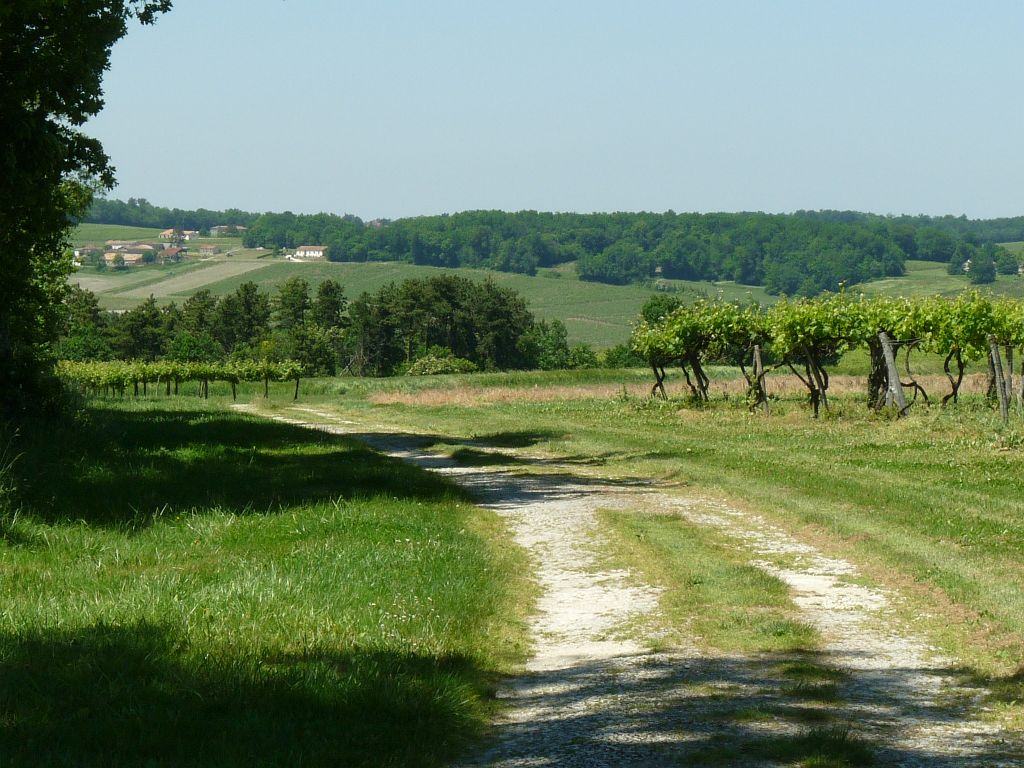
Weinfelder bei Birac (Charente)

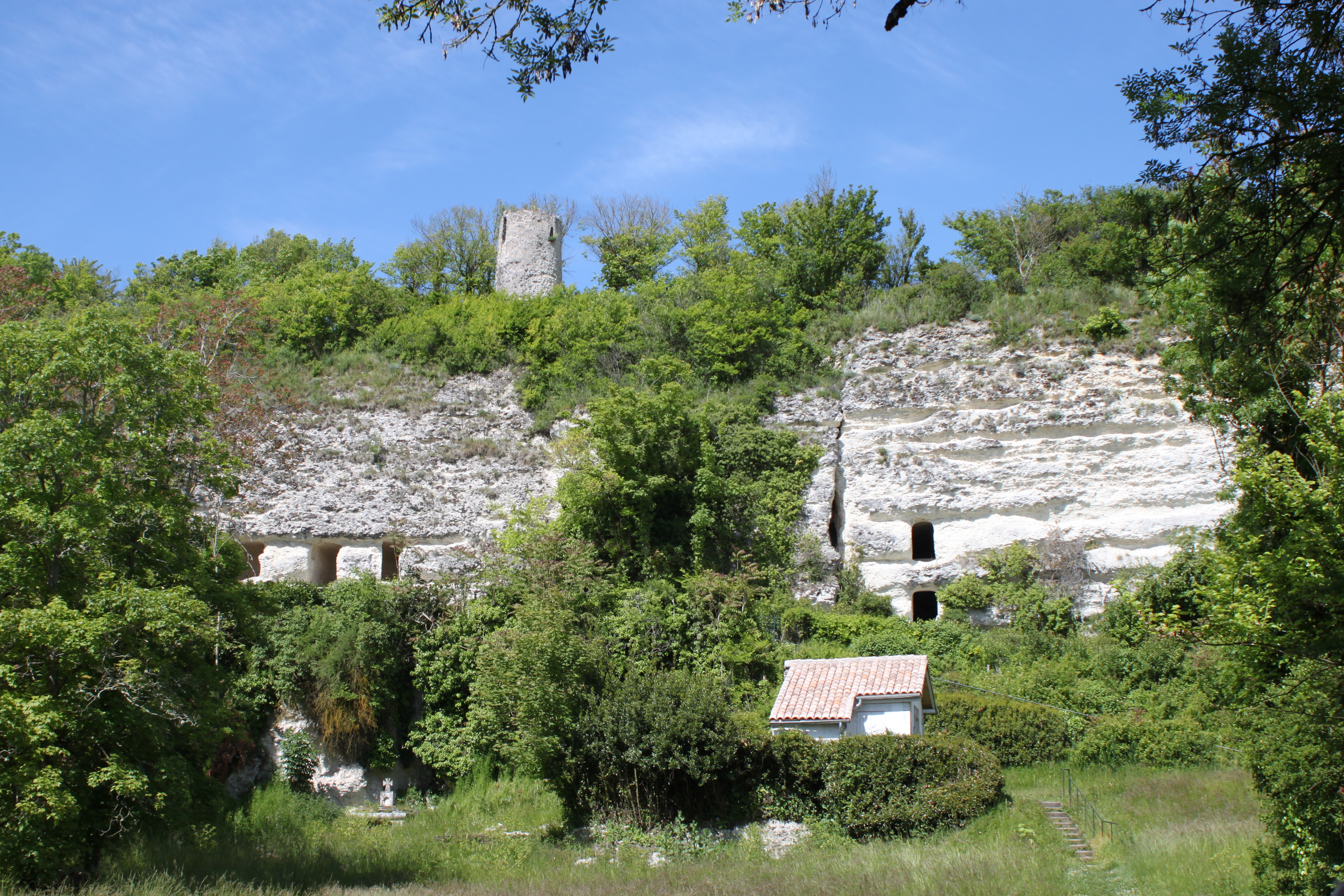
Ehemalige Steilküste bei Mortagne-sur-Gironde

### Landschaft
Das Landschaftsprofil der Charente ist flach bis hügelig. Die höchsten Erhebungen von nur etwa 200 bis 250 m befinden sich im Südosten an der Grenze zum Périgord. An der Küste finden sich Dünen und Seekiefernwälder sowie von den Gezeiten beeinflusste Wattlandschaften, aus denen sich später auch Sümpfe (marais) entwickelten. 

### Klima
In weiten Teilen der Charente ist ein ausgeglichenes und mildes Klima vorherrschend, welches in hohem Maße vom Atlantik, speziell von der Biskaya beeinflusst wird. Die sommerlichen Tageshöchsttemperaturen erreichen nur selten Werte über 30 °C; ebenso selten sind Schneefälle oder gar Nachtfröste im Winter. Der östliche Teil ist etwas höher gelegen und steht an manchen Tagen auch unter dem klimatischen Einfluss des Zentralmassivs. Im Jahr 1999 gab es mit den Orkanen „Lothar“ und „Martin“ die bisher letzten schweren Atlantikstürme, die auch in den Wäldern der Charente schwere Verwüstungen anrichteten.

### Geologie
Den Untergrund der Charente bilden kalk- und sandsteinhaltige Formationen, die an einigen Stellen der Gironde-Küste (z. B. bei Mortagne-sur-Gironde oder bei Talmont) zutage treten. Die in ober- und unterirdischen Steinbrüchen gebrochenen nahezu weißen Steine wurden zum Bau der Kirchen, Schlösser und – in späterer Zeit – auch der Bürgerhäuser verwendet; zu einem geringen Teil wurden sie mittels Flößen und Lastkähnen auch exportiert.

## Infrastruktur
Die Häfen von La Rochelle, Rochefort und Royan verbinden die Region seit alters her mit den Küstenstädten in West- und Nordeuropa. Die Autoroute A10 verbindet die Charentes mit dem Pariser Becken einerseits und Bordeaux andererseits; ein Abzweig (Autoroute A837) schließt die Stadt Rochefort und damit den äußersten Westen der Charente an das französische Autobahnnetz an.

## Bevölkerungsentwicklung
Während die Einwohnerzahlen in den Städten und Gemeinden der westlichen Charente stetig zunehmen, hält im agrarisch geprägten Osten die Landflucht an – hier mangelt es infolge der Mechanisierung der Landwirtschaft an Arbeitsplätzen und die Überalterung der Bevölkerung nimmt zu. 

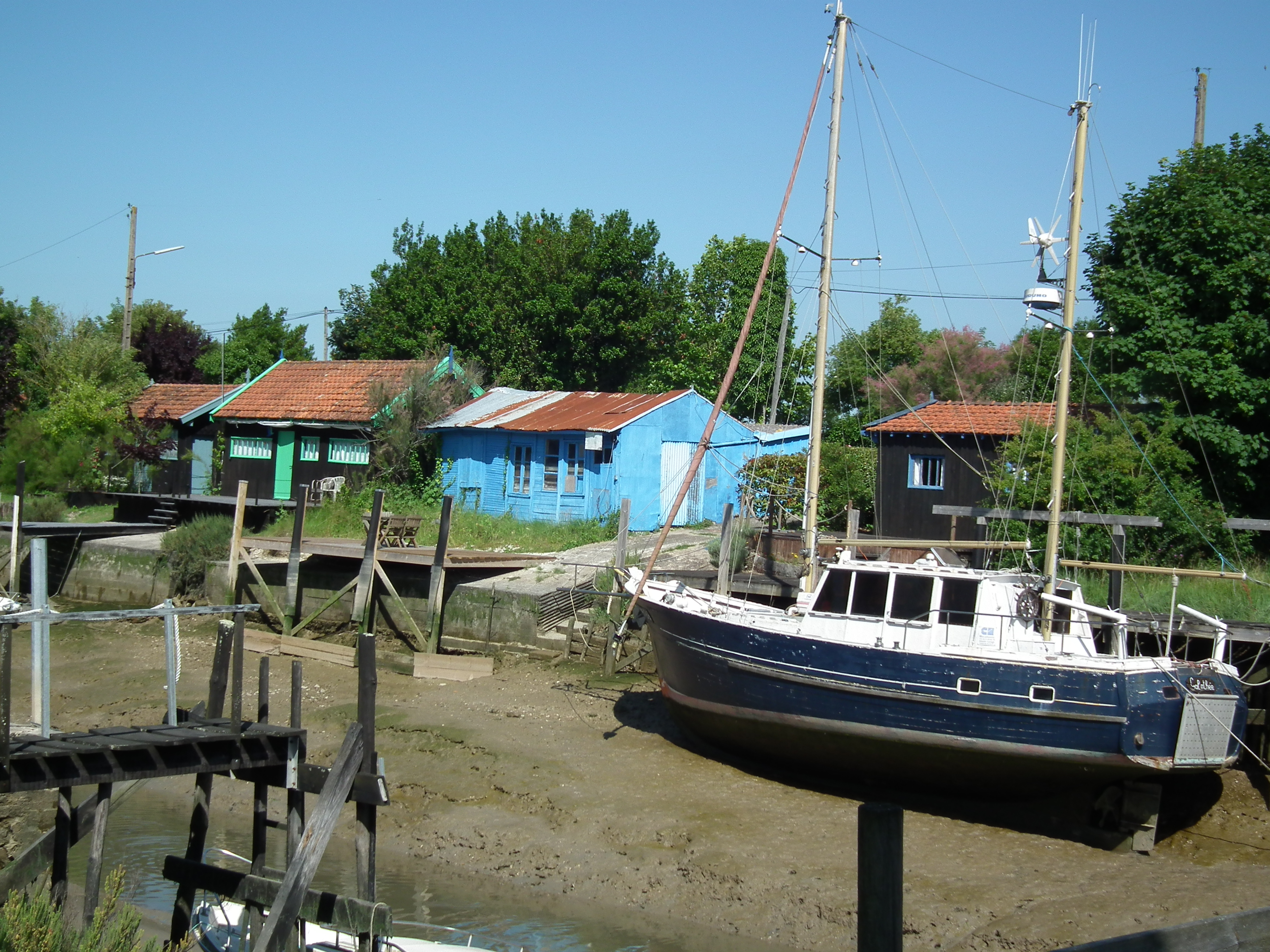
Hütten und Schiffe der Fischer und Austernzüchter bei La Tremblade

## Wirtschaft
Traditionell spielen die Landwirtschaft und hier vor allem der Weinbau die dominierende Rollen im Wirtschaftsleben der Charente. Das Weinbaugebiet Cognac ist in aller Welt bekannt; die Absatzzahlen von Cognac-Weinbränden erreichten in den Jahren 2011 bis 2013 Rekordniveaus. Die Anbaufläche ist weitgehend identisch mit der Landschaft der „Charente“. Aus den Weintrauben der Charente wird auch der vor allem in der Region beliebte Pineau des Charentes hergestellt. Weitere traditionelle Erwerbsquellen im Westen der Charente sind der Fischfang und die Austernzucht, die speziell im Mündungsbereich der Seudre betrieben wird; seit den 1960er Jahren sind auch der Bade-, Erholungs- und Kulturtourismus bedeutende Wirtschaftsfaktoren. Im Osten ist dagegen die agrarische Landwirtschaft vorherrschend. Ein besonderer Erwerbszweig ist die seit dem 17. Jahrhundert in und um La Rochefoucauld betriebene Herstellung von Filz- und Papierpantoffeln (Charentaises), die allmählich die bis zu dieser Zeit im Hause getragenen Strohschuhe ersetzten.

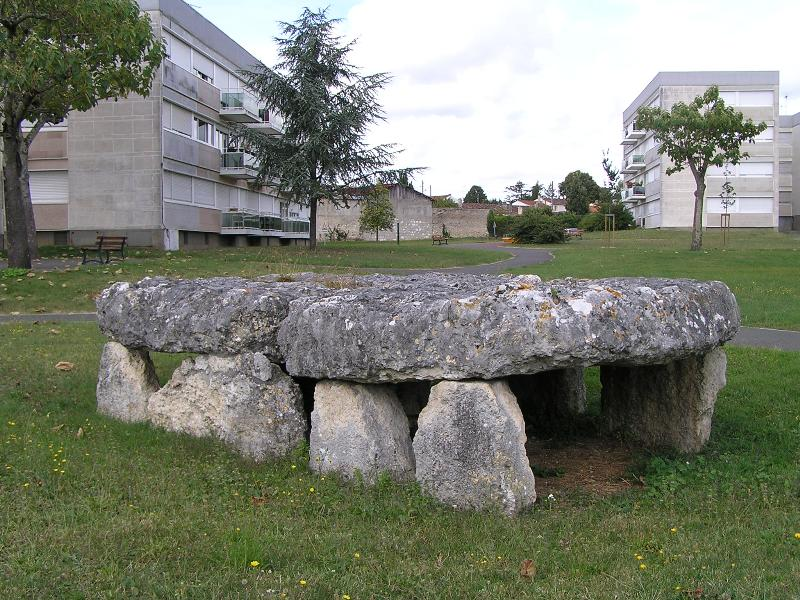
Cognac – Dolmen de Sèchebec

## Geschichte
Durch Feuersteinfunde und einige wenige Felsreliefs (z. B. bei Sers und Mouthiers-sur-Boëme) ist die Anwesenheit des prähistorischen Menschen vor etwa 20.000 Jahren belegt. Auch in der Jungsteinzeit waren Teile der Charente besiedelt – etliche Großsteingräber (Dolmen) bezeugen dies, doch sind sie wegen des verwendeten kalkhaltigen Sandsteins meist nur schlecht erhalten; einer der schönsten befindet sich auf dem Gebiet der Stadt Cognac, zwei andere bei Fontenille. In den vorchristlichen Jahrhunderten lebte der keltische Stamm der Santonen vorwiegend in der Umgebung von Saintes – der Name der Stadt ist davon abgeleitet. Auf seinem Feldzug nach Gallien kam wohl auch Cäsar durch diese Region – Saintes (Mediolanum Santonum) und Fâ bei Barzan (Novioregum) sind römische Gründungen. Die spärlichen Überreste zweier römischer Grabmonumente bei Authon-Ébéon und Saint-Romain-de-Benet stammen vielleicht schon aus gallorömischer Zeit.
Im Mittelalter war die Charente Teil des Herzogtums Aquitanien und kam mit der Eheschließung der letzten Erbin des Herzogtums, Eleonore von Aquitanien, mit dem französischen König Ludwig VII. im Jahre 1137 an Frankreich. Die Ehe blieb jedoch kinderlos und war schon vor der Scheidung im Jahre 1152 zerrüttet; wenige Jahre später (1154) heiratete Eleonore Heinrich Plantagenet, den Herzog der Normandie und Grafen von Anjou, der noch im selben Jahr König von England wurde, so dass Aquitanien von der englischen Krone als Teil ihres Herrschaftsgebietes angesehen wurde. Zwischen Frankreich und England kam es in der Folge zu diversen gewaltsam ausgetragenen Konflikten, an denen auch Richard Löwenherz (1157–1199), einer der Söhne Eleonores, vor seiner Teilnahme am Dritten Kreuzzug beteiligt war und die letztlich im Hundertjährigen Krieg (1337–1453) gipfelten, in welchem auch weite Gebiete der Charente in Mitleidenschaft gezogen wurden.

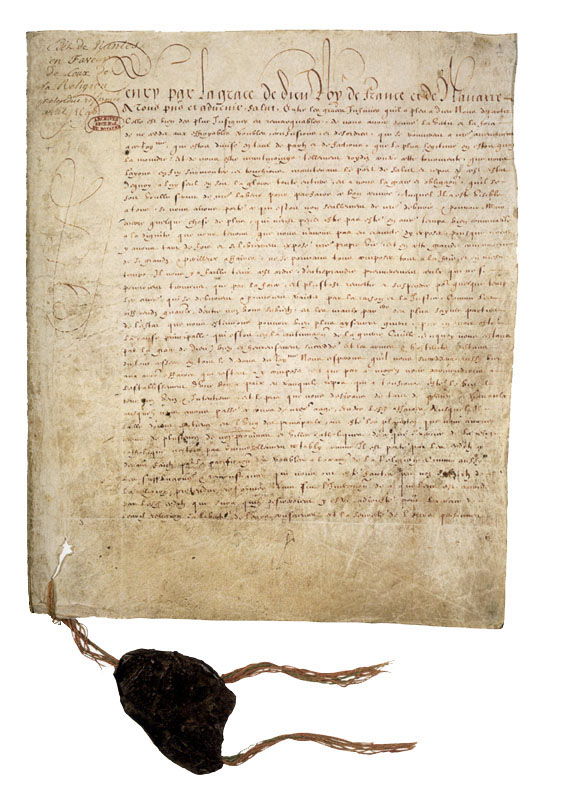
Edikt von Nantes (1598)

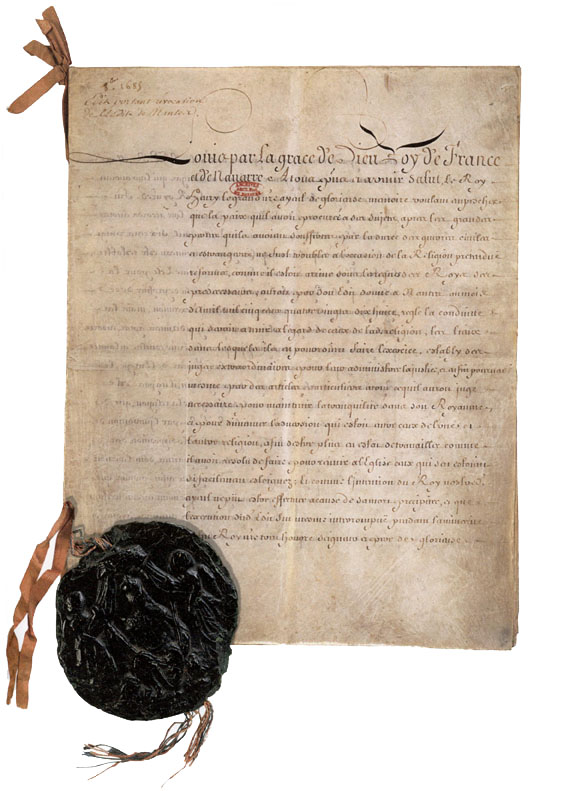
Edikt von Fontainebleau (1685)

In den Jahren 1533–1535 lebte und lehrte Johannes Calvin in Angoulême, wo er protestantisches Gedankengut unters Volk brachte. Dieses verbreitete sich schnell in der lange Zeit von Zentralfrankreich unabhängigen und in manchen Dingen sich durchaus an England orientierenden Region, wo König Heinrich VIII. in den 1530er Jahren ebenfalls einen vom Papst und der Katholischen Kirche in Rom getrennten Weg eingeschlagen hatte. Vielerorts in der Charente erreichte der zum Protestantismus übergetretene Bevölkerungsanteil etwa zwei Drittel; im Westen der Charente waren es deutlich mehr als im Osten. In der Folge kam es zu permanenten gewaltsamen Auseinandersetzungen mit den Katholiken, welche in den Hugenottenkriegen (1562–1598) gipfelten. Das von dem zum Katholizismus übergetretenen französischen König Heinrich IV. im Jahre 1598 erlassene Edikt von Nantes beendete zeitweilig die Auseinandersetzungen, gewährte ein hohes Maß an Religionsfreiheit und sicherte den Protestanten für die Dauer von acht Jahren mehrere sichere Plätze (places de sûreté) zu (darunter auch La Rochelle und Cognac), in denen auf Staatskosten eigene Garnisonen unterhalten werden durften. Nach der Ermordung Heinrichs IV. im Jahre 1610 brachen erneut Konflikte zwischen den beiden Religionsparteien aus, was den nach absoluter Königsmacht strebenden Ludwig XIII. im Jahre 1621 zum Eingreifen veranlasste. Der Feldzug scheiterte jedoch und Ludwig XIII. musste das von seinem Vater erlassene Edikt von Nantes bestätigen. Der von ihm im Jahre 1624 zum ersten Minister ernannte Kardinal Richelieu unterstützte die absolutistischen Bestrebungen seines Monarchen. Im Jahre 1625 stellten die Protestanten unter Benjamin de Rohan eine Armee auf, woraufhin die französische Zentralmacht die Notwendigkeit eines militärischen Eingreifens für gekommen hielt, welches mit der Belagerung und Kapitulation von La Rochelle (1627/28) endete. Im Frieden von Alès (1629) wurde der Protestantismus in Frankreich zwar weiterhin geduldet, die Sicherheitsplätze und Armeen der Protestanten wurden jedoch aufgehoben und protestantische Festungen mussten geschleift werden. Die absolutistische Politik seines Vaters setzte Ludwig XIV. fort, was schließlich zum Edikt von Fontainebleau (1685) führte, durch welches die protestantische Religionsausübung untersagt wurde, was etwa ein Viertel der Hugenotten zur Auswanderung veranlasste. Die meisten Protestanten blieben jedoch im Lande und betrieben ihre Religion im Untergrund (Église du Désert).
Durch die prinzipiell religionsfeindlich gesinnte Französische Revolution wurden jedoch auch neue Freiheiten in der Glaubensausübung möglich und seit den 1830er Jahren wurden wieder protestantische Gotteshäuser (temples) errichtet, die auch das heutige Gesicht vieler Orte in der westlichen Charente prägen.

## Sehenswürdigkeiten
Landschaft
Mit ihren sanften Hügeln bietet die in großen Teilen landwirtschaftlich genutzte Landschaft der Charente durchaus sehenswerte Aspekte. In Deutschland nahezu unbekannt und vor allem bei französischen Urlaubern beliebt sind die Westküste der Halbinsel Arvert (Côte de Beauté) und das nordöstliche Gironde-Ufer mit den nur sehr selten überlaufenen Badeorten La Palmyre, Saint-Palais-sur-Mer, Meschers-sur-Gironde u. a. Der Osten der Charente ist dagegen stärker bewaldet und bietet ruhige Urlaubs- und Erholungsmöglichkeiten.

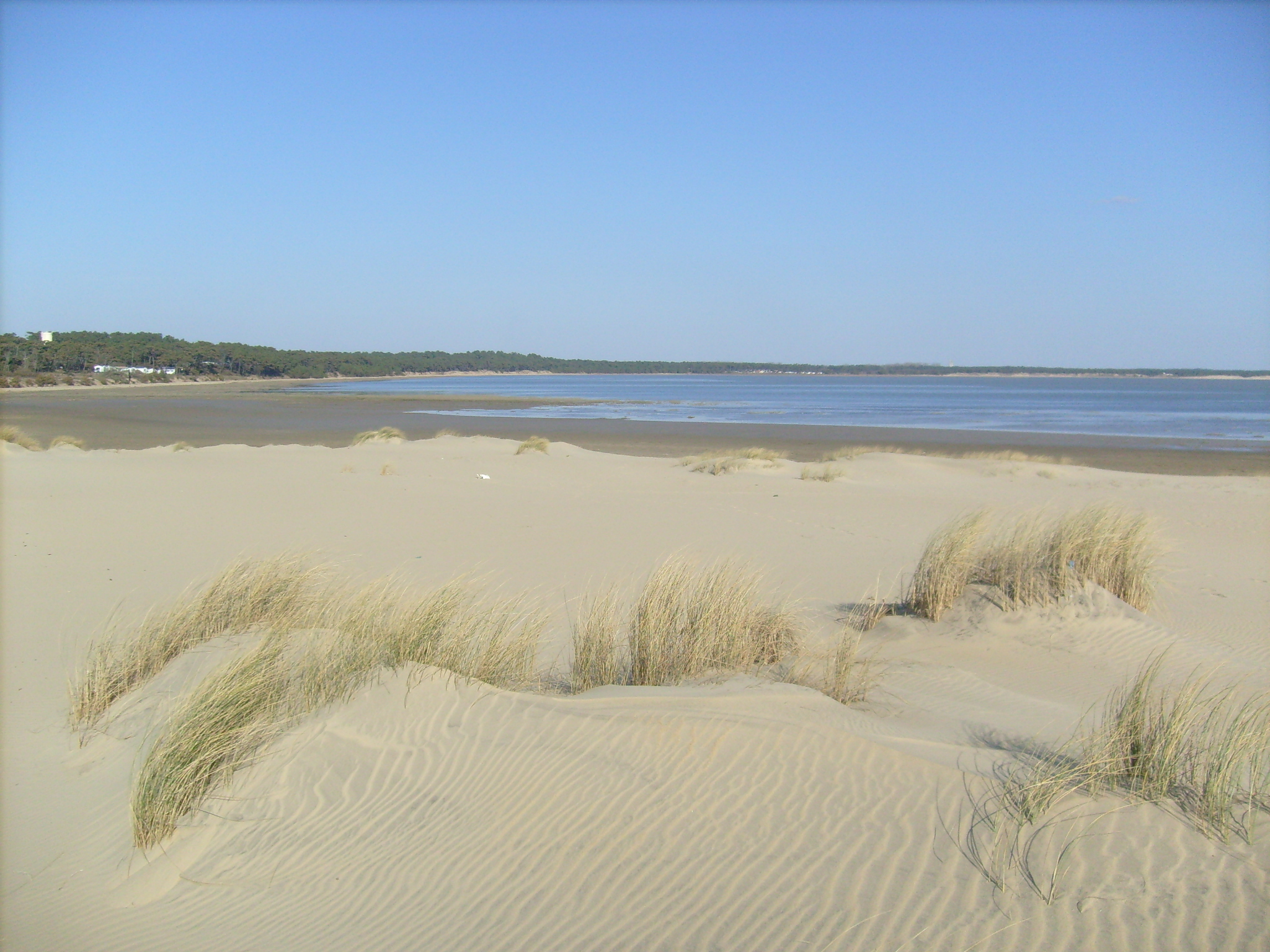
Küste bei La Palmyre
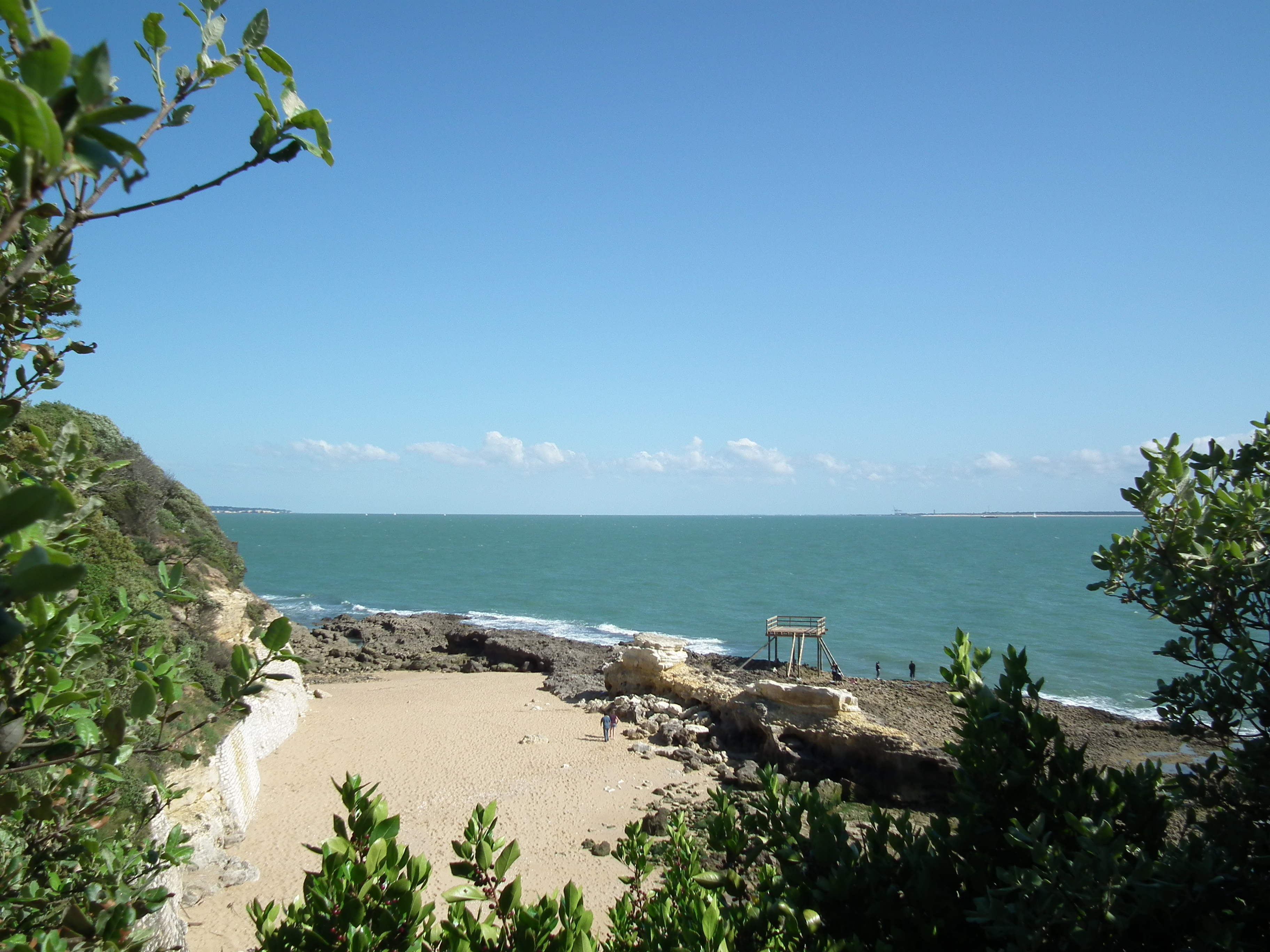
Küste bei Saint-Palais-sur-Mer
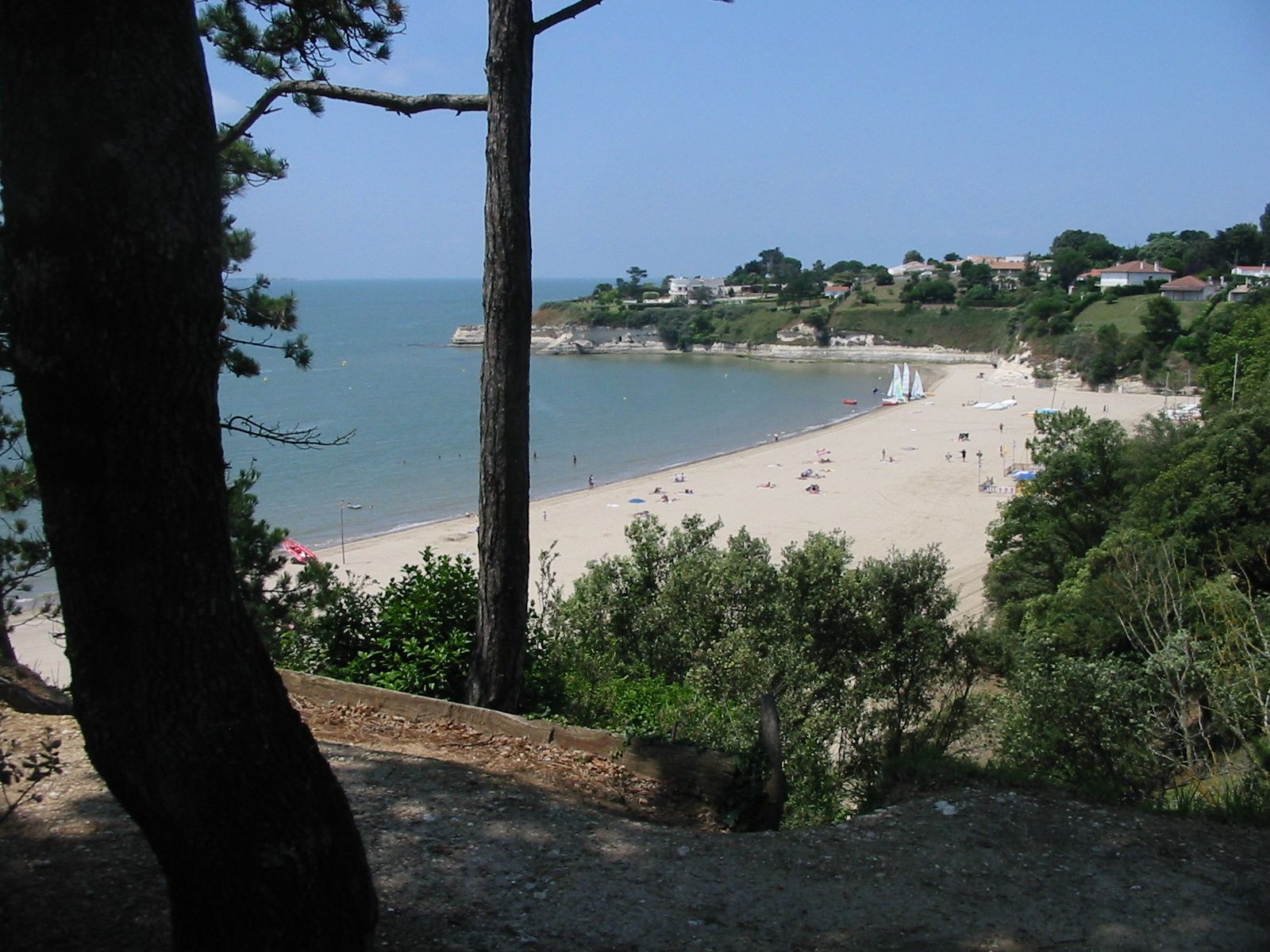
Küste bei Meschers-sur-Gironde
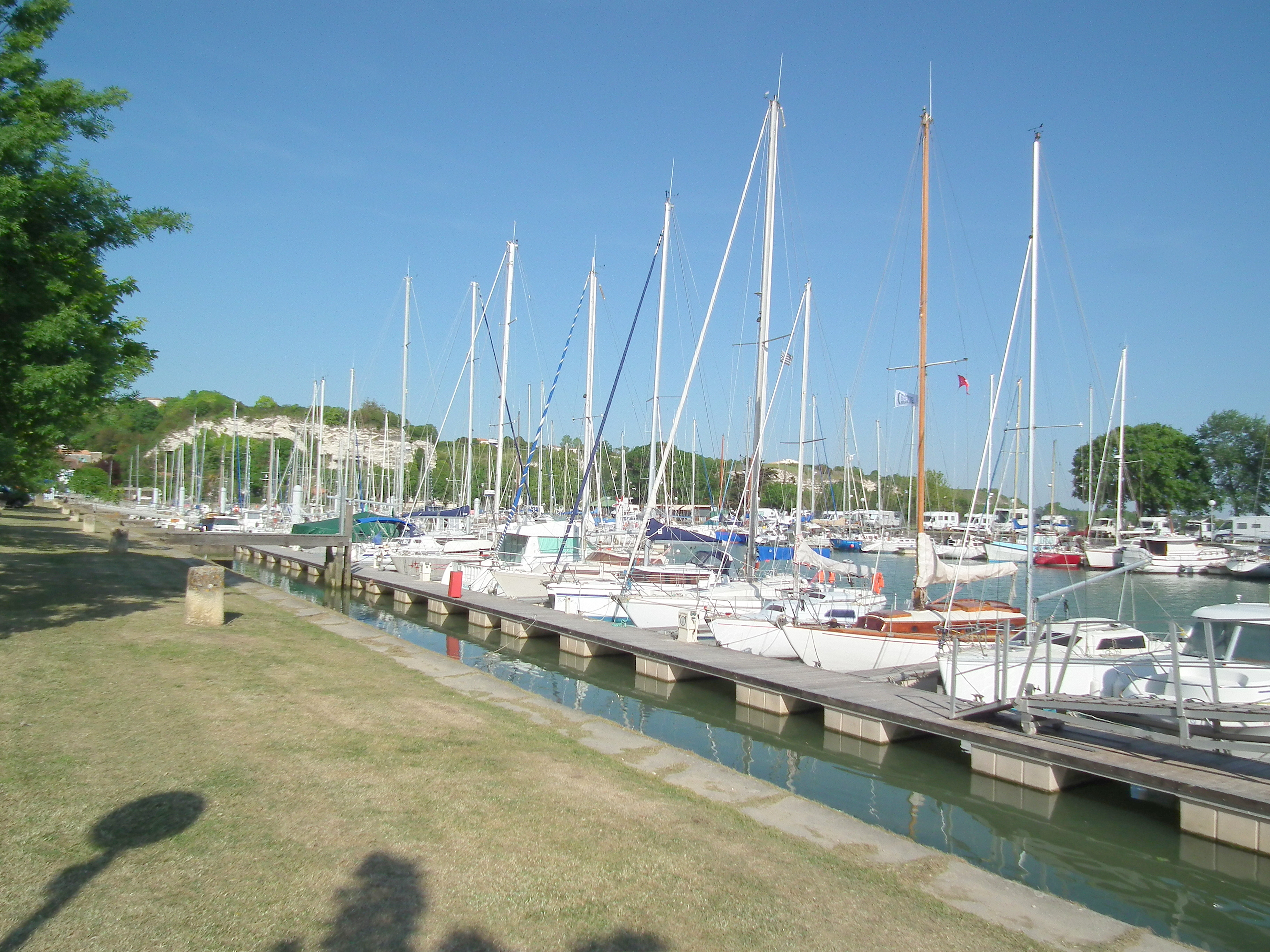
Yachthafen von Mortagne-sur-Gironde
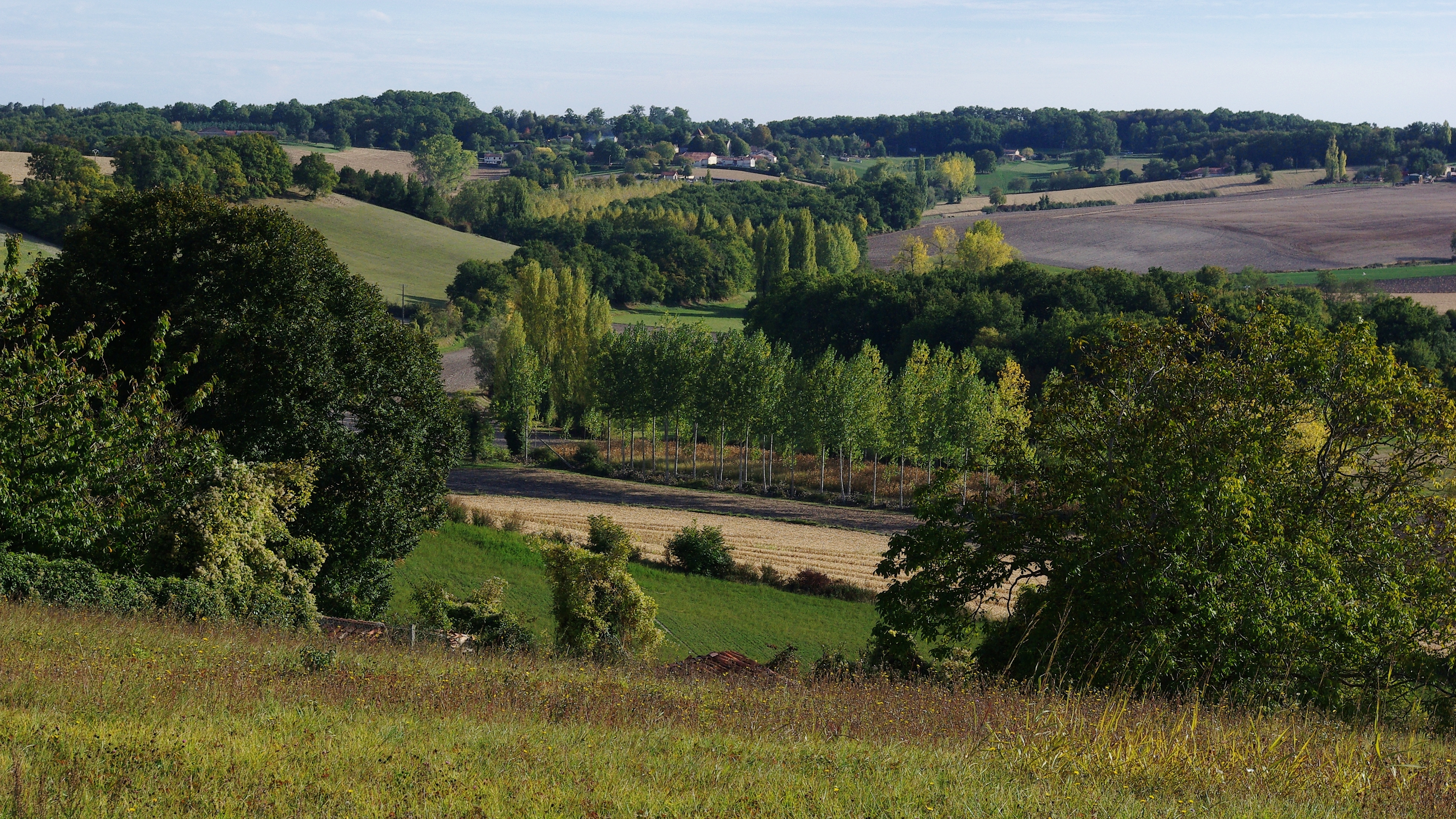
Landschaft bei Juignac

Kirchen
Zum Bild der Charente und hier vor allem der Saintonge und des Angoumois gehören eine Vielzahl romanischer Kirchen; zu den schönsten gehören die Kirchen Notre-Dame (Échillais), Ste-Radegonde de Talmont, St-Pierre d’Échebrune, Notre-Dame de Corme-Écluse, Saint-Cybard in Plassac, St-Martin in Gensac-la-Pallue u. v. a.

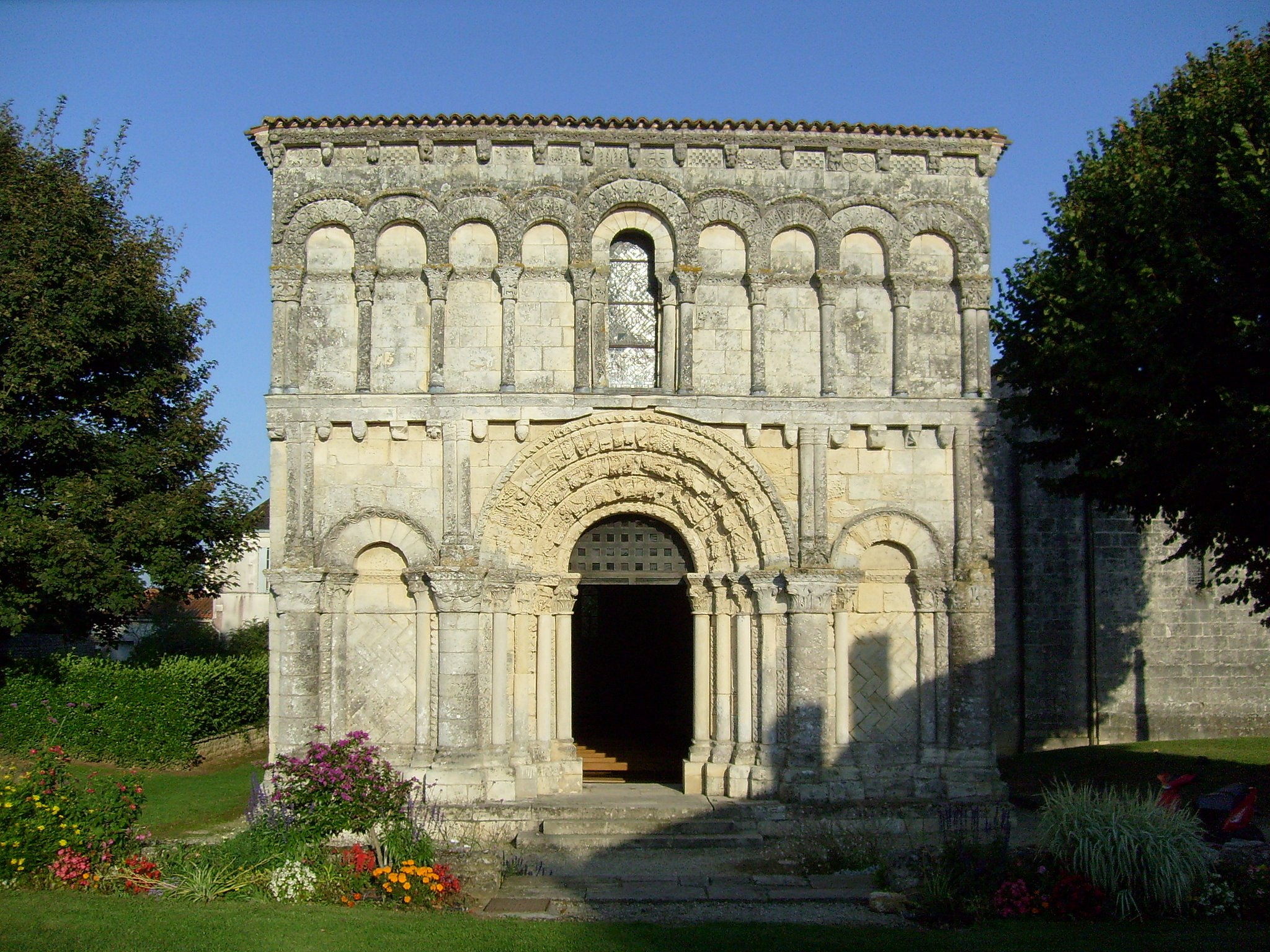
Notre-Dame in Échillais
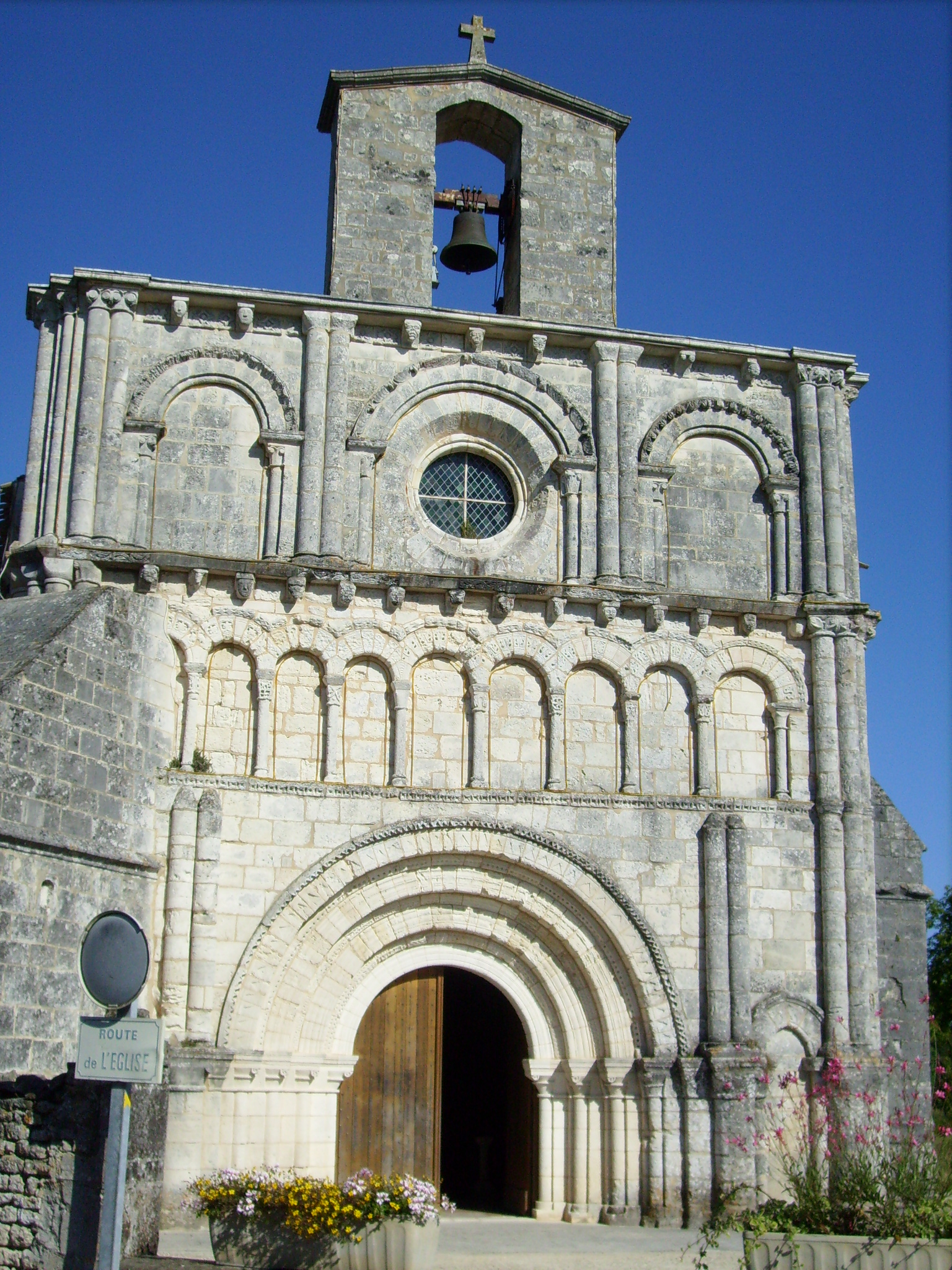
St-Vivien in Breuillet
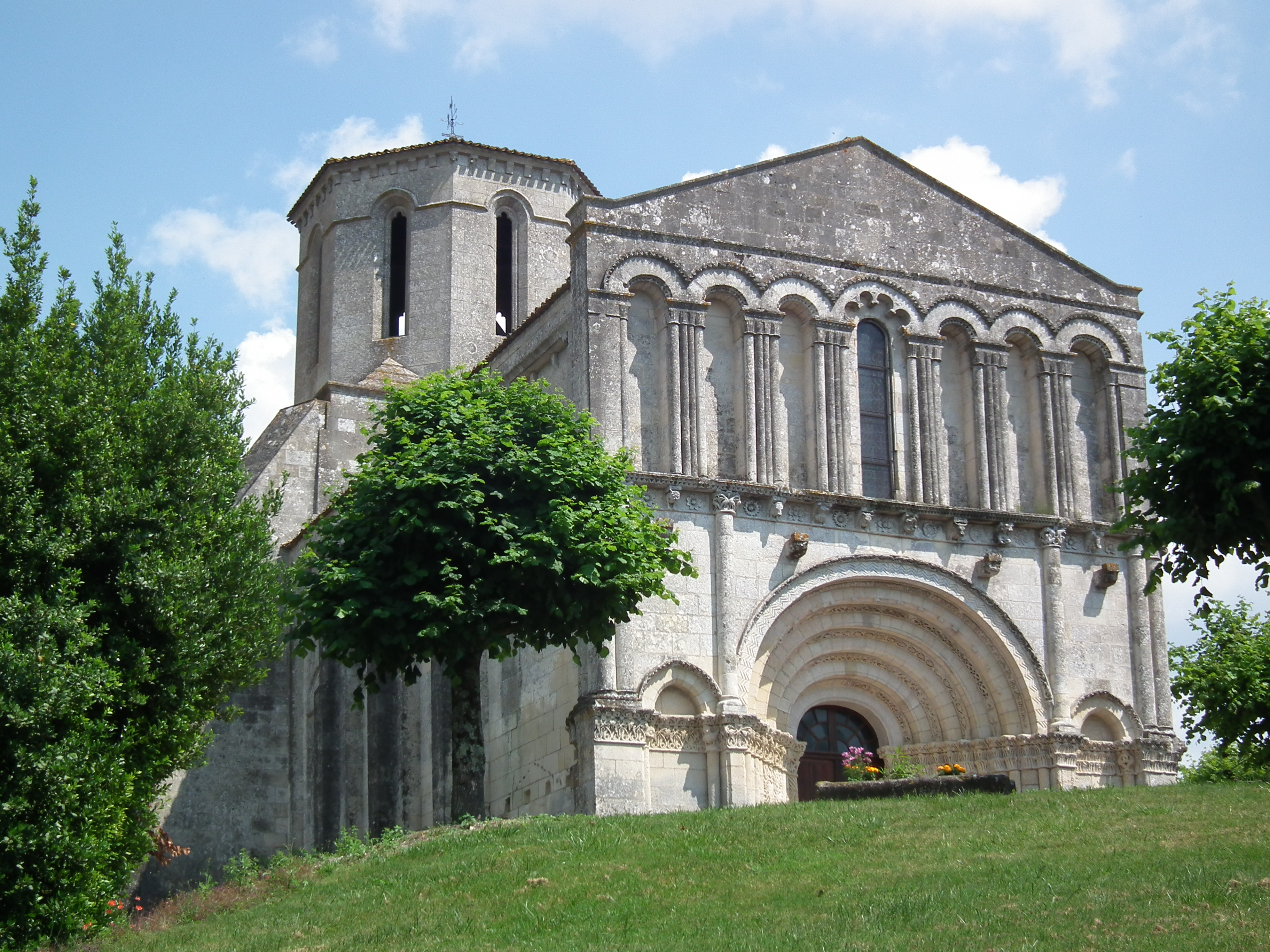
St-Pierre in Échebrune
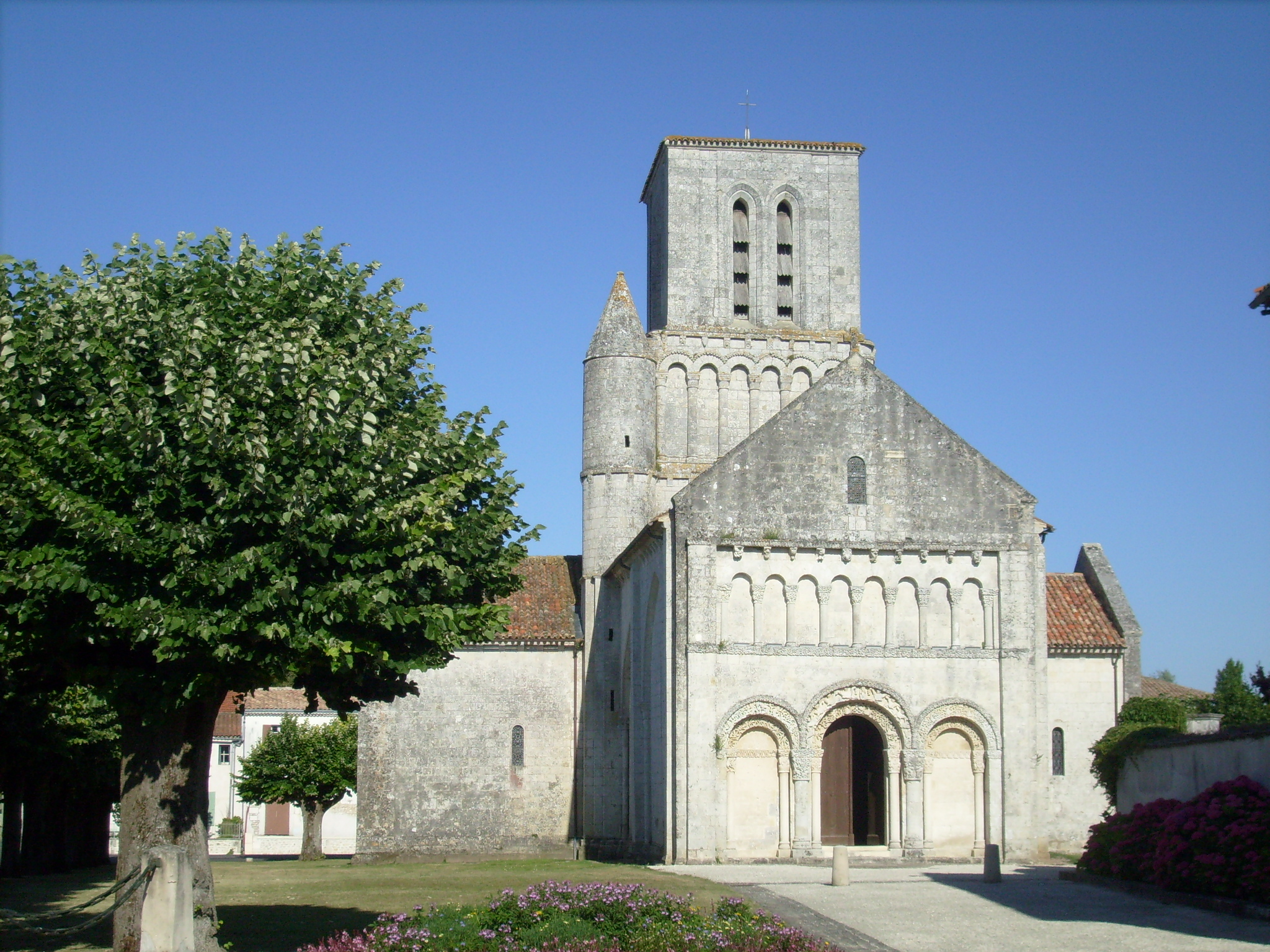
Notre-Dame in Corme-Écluse
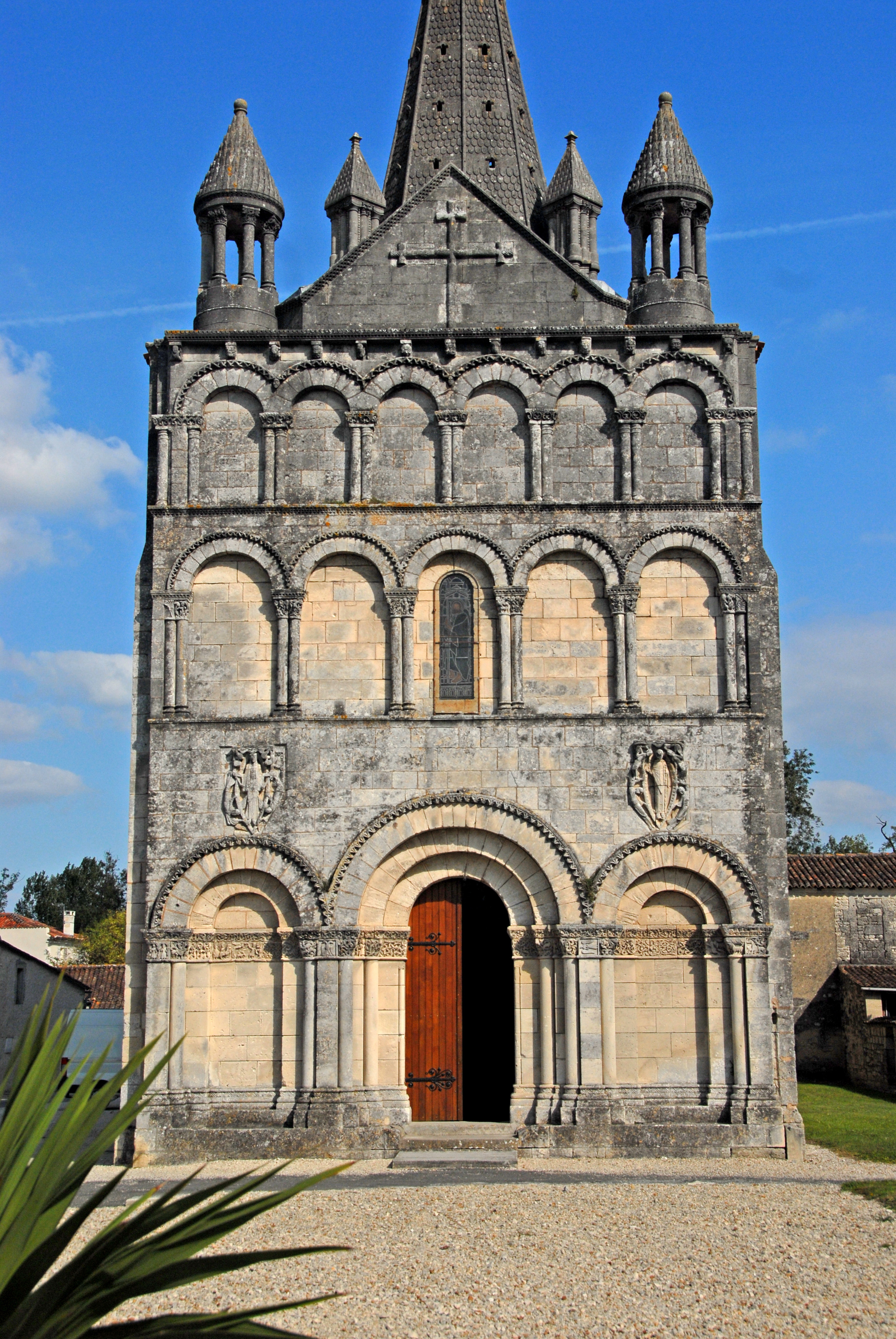
St-Martin (Gensac-la-Pallue)

Seit den 1830er Jahren wurden wieder protestantische Gotteshäuser (temples) errichtet, die sich in ihrer meist schlichten Architektur und Ausstattung deutlich von den katholischen Kirchen abgrenzen. Der am aufwendigsten gestaltete Bau ist der von Saint-Sulpice-de-Royan.

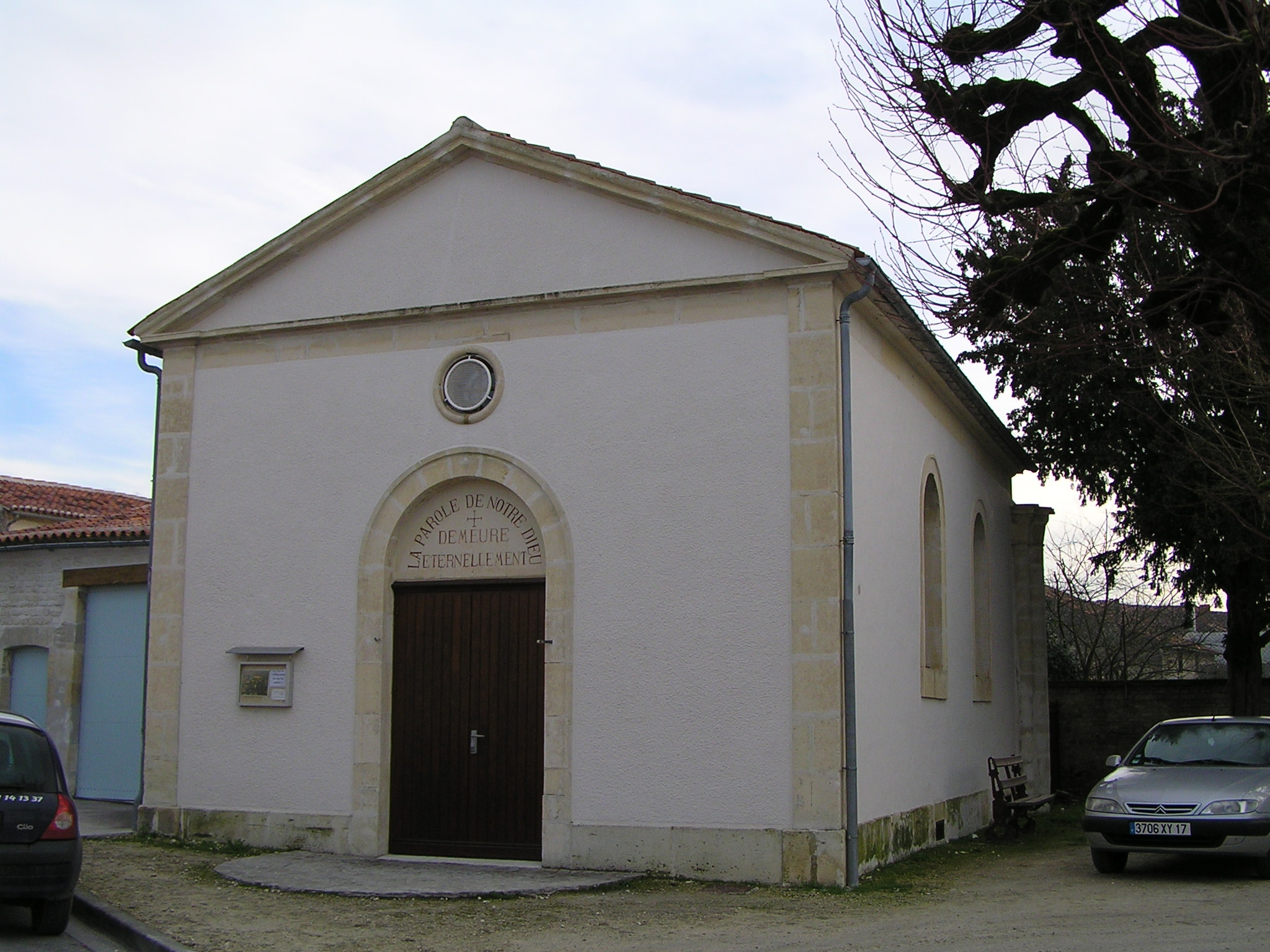
Tempel von Matha
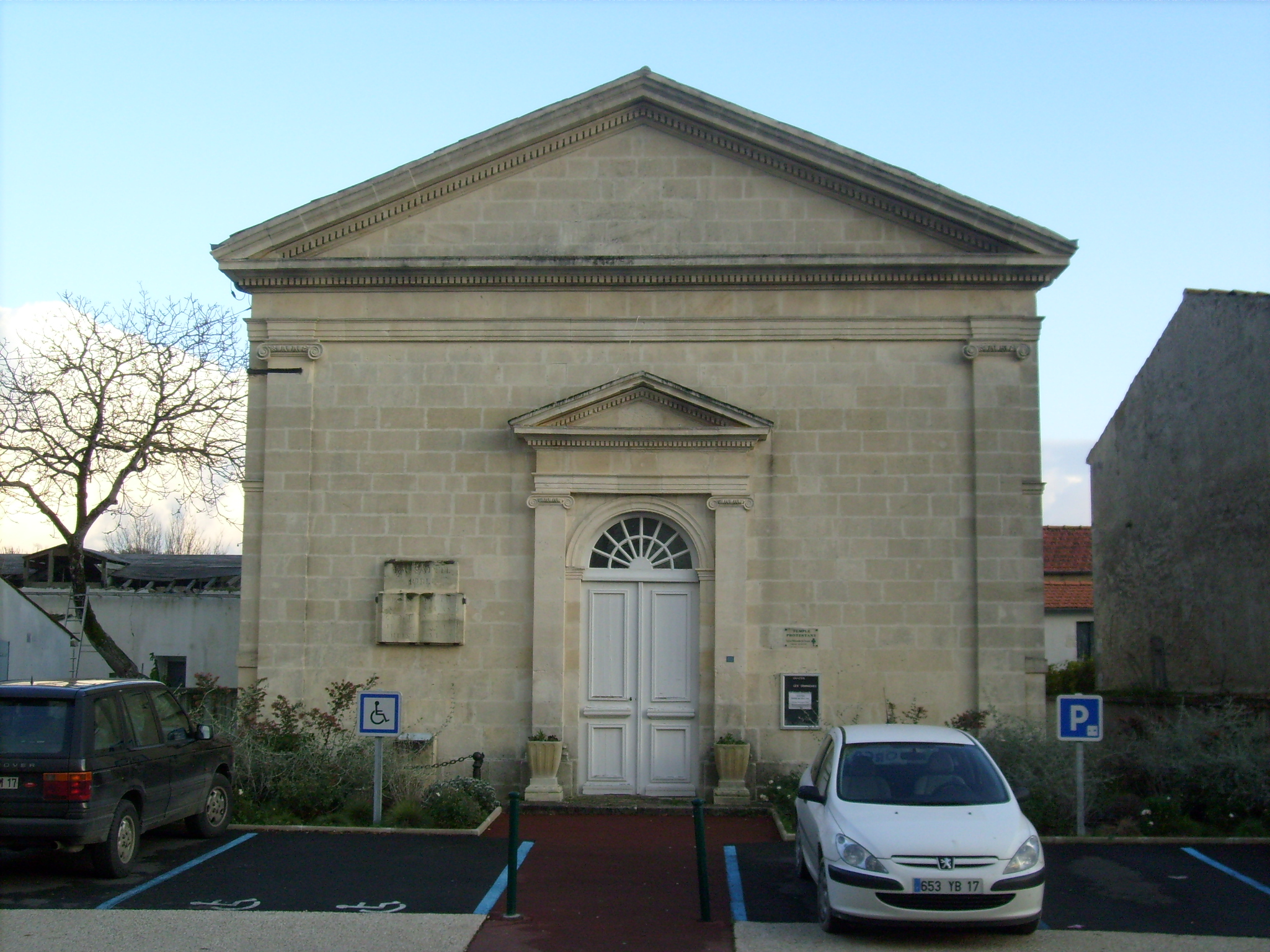
Tempel von Breuillet
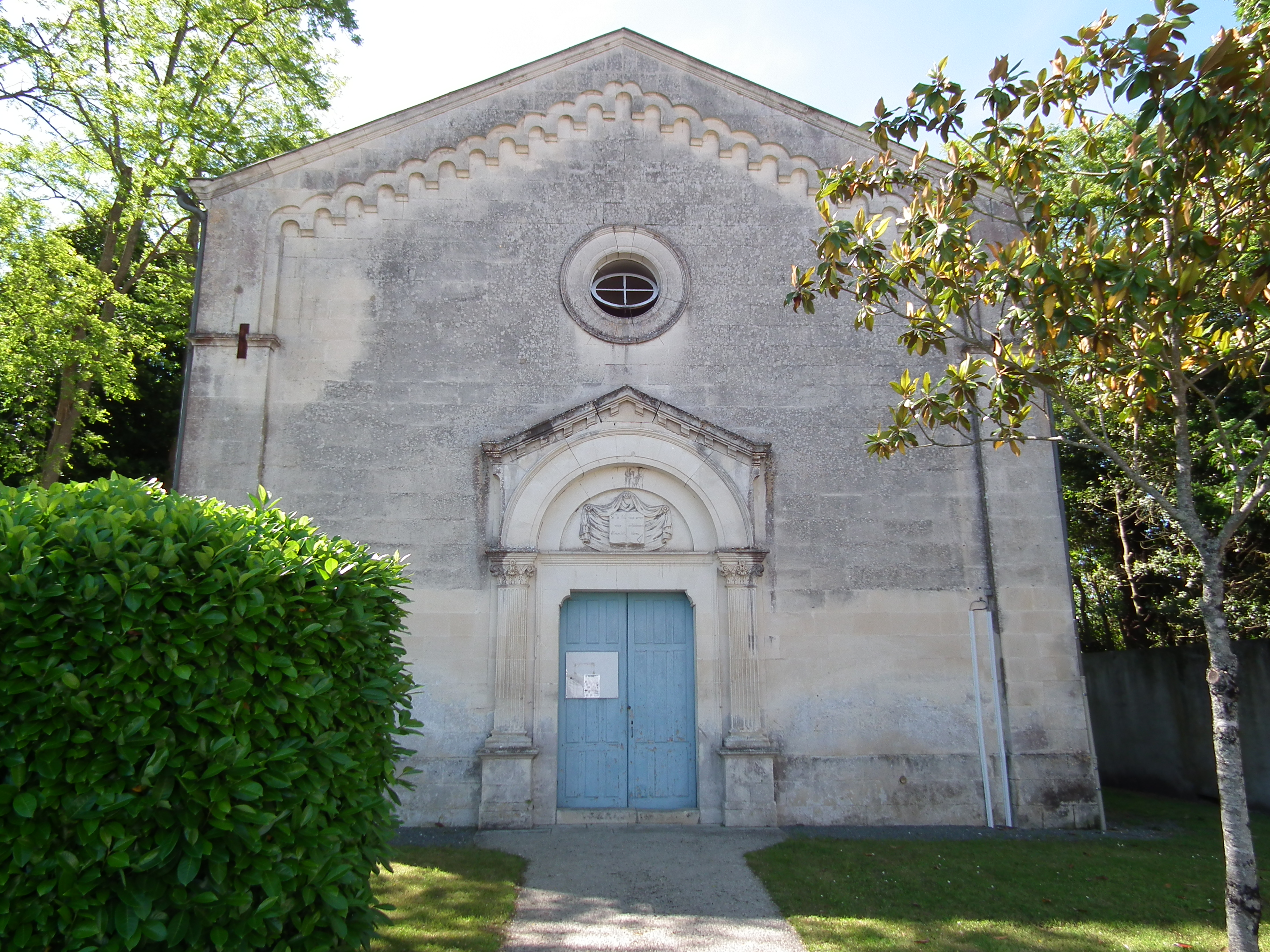
Tempel von Étaules
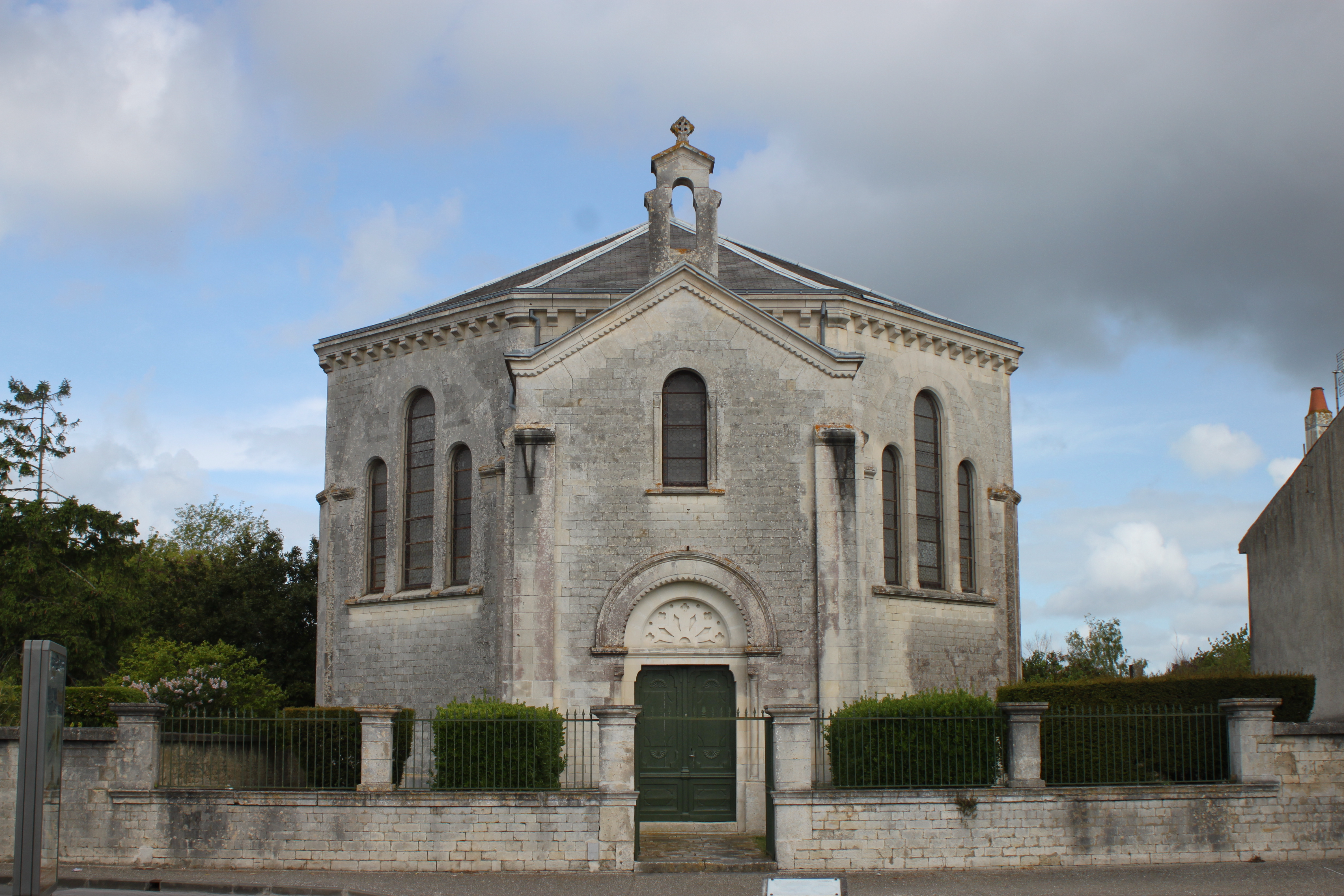
Tempel von Saint-Sulpice-de-Royan

Schlösser
Mehrere mittelalterliche Burgen und neuzeitliche Schlösser (châteaux) finden sich ebenfalls im Gebiet der Charente. Die wichtigsten sind wohl der Donjon von Pons, das Schloss La Rochefoucauld und das in großen Teilen zerstörte Schloss von Cognac.

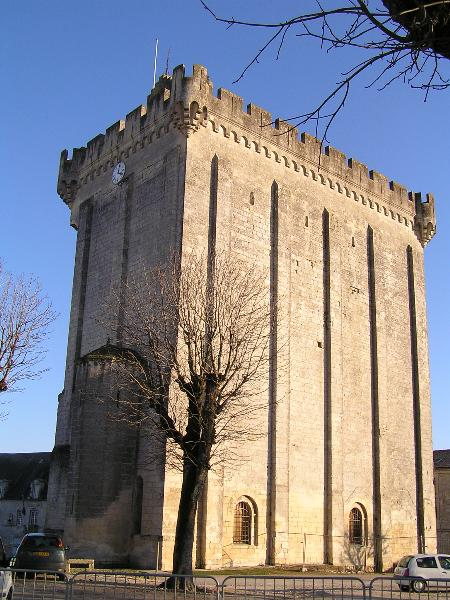
Donjon von Pons
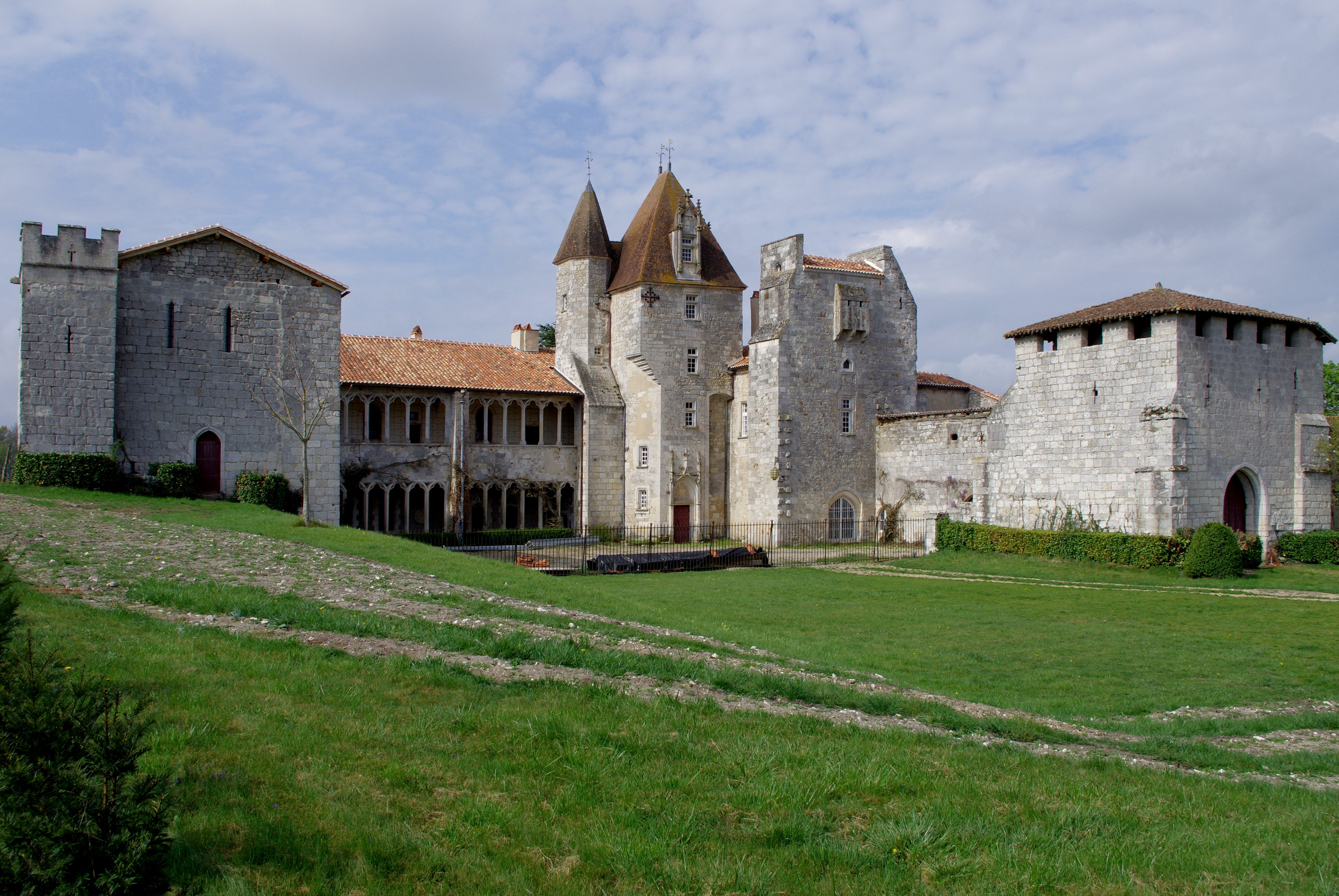
Burg / Schloss von La Léotardie bei Nonac
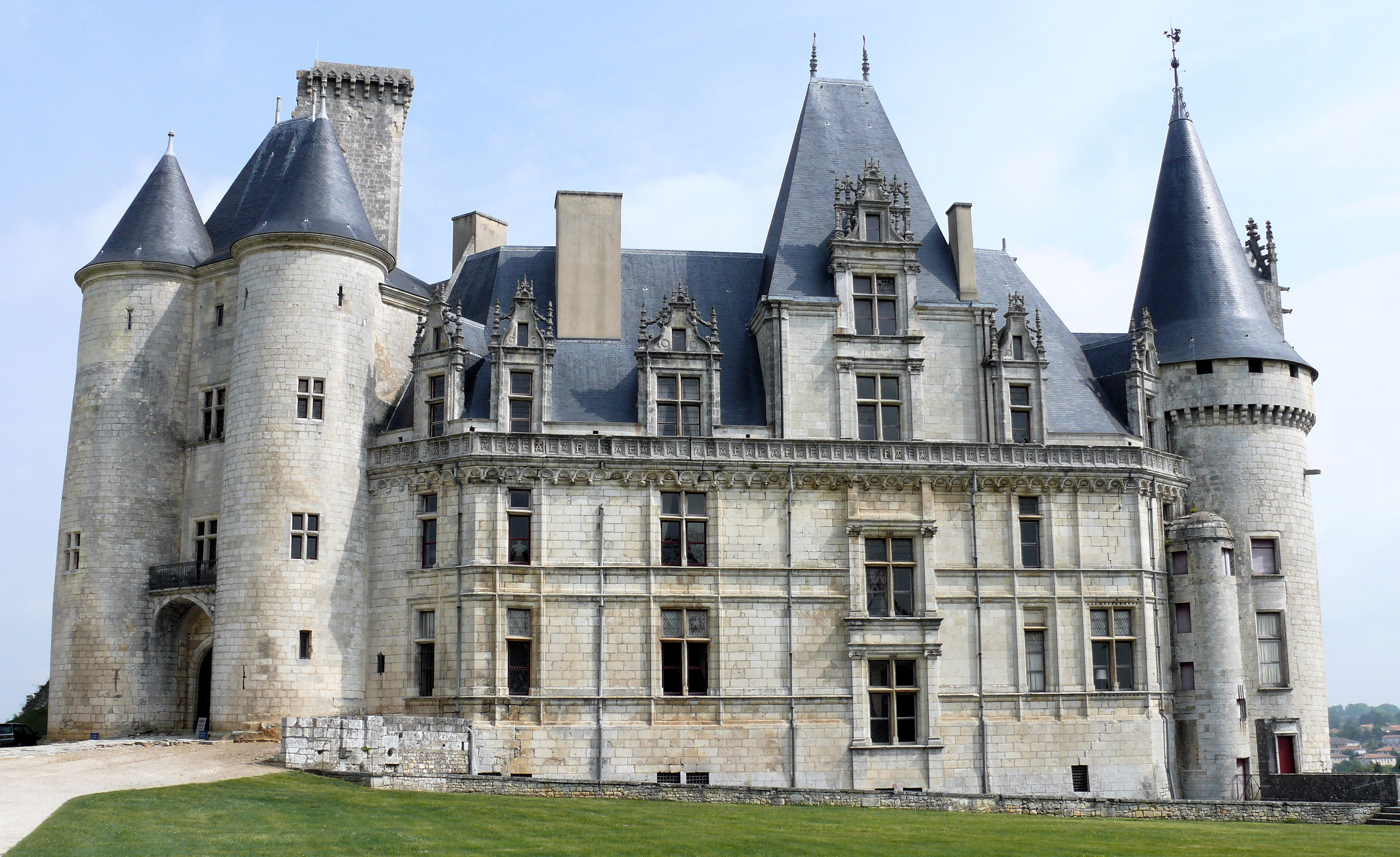
Schloss La Rochefoucauld
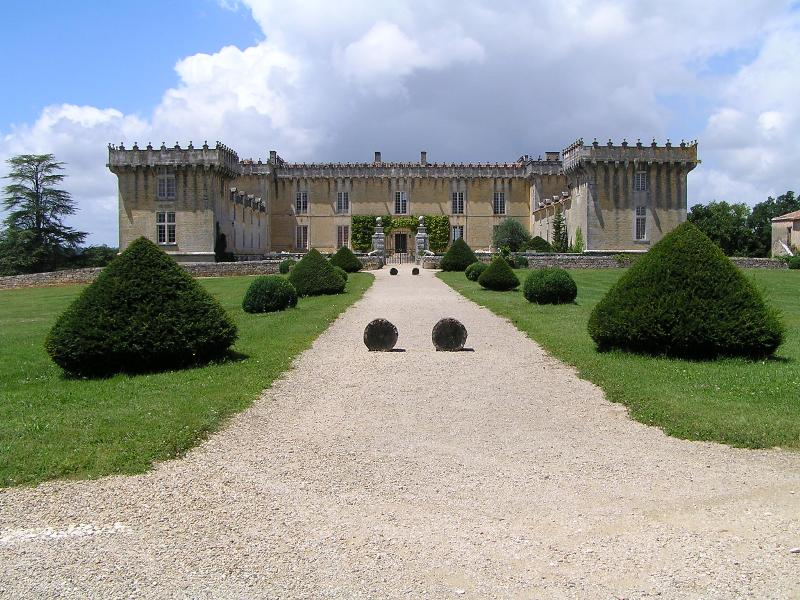
Schloss Chesnel in Cherves-Richemont